# دادوا
دادوا (به لاتین: Dadva) یک منطقه مسکونی در جمهوری آذربایجان است که در شهرستان ماساللی واقع شده‌است. دادوا ۴۲۳۳ نفر جمعیت دارد.